# USS John S. McCain (DDG-56)
USS John S. McCain (DDG-56) je torpédoborec třídy Arleigh Burke Námořnictva Spojených států amerických. Je šestou postavenou jednotkou své třídy. 

## Konstrukce
Postaven byl v letech 1991–1994 loděnicí Bath Iron Works ve městě Bath ve státě Maine. Torpédoborec byl objednán v roce 1988, dne 3. září 1991 byla zahájena jeho stavba, hotový trup byl spuštěn na vodu 26. září 1992 a 2. července 1994 byl zařazen do služby.

## Služba
Roku 1996 John S. McCain operoval v Perském zálivu, kde se zapojil do operace Southern Watch. Roku 1998 byl vyslán do Arabského zálivu jako součást bojové skupiny letadlové lodě USS Independence. Roku 2000 John S. McCain navštívil nový stát Východní Timor.

### Kolize
Dne 21. srpna 2017 se východně od Malackého průlivu srazil s tankerem Alnic MC plujícím pod liberijskou vlajkou. Torpédoborec utrpěl značné poškození trupu, některé oddíly lodi byly zaplaveny. 10 amerických námořníků bylo po srážce pohřešováno, dalších 5 bylo raněno. McCain následně doplul vlastní silou na singapurskou námořní základnu Changi.
Kontrakt na rozsáhlou opravu torpédoborce získala japonská společnost Sumitomo Heavy Industries, která pracovala s asistencí loděnice Bath Iron Works. Suchý dok v Jokosuce torpédoborec opustil v listopadu 2018. Dokončení oprav je plánováno na říjen 2019.

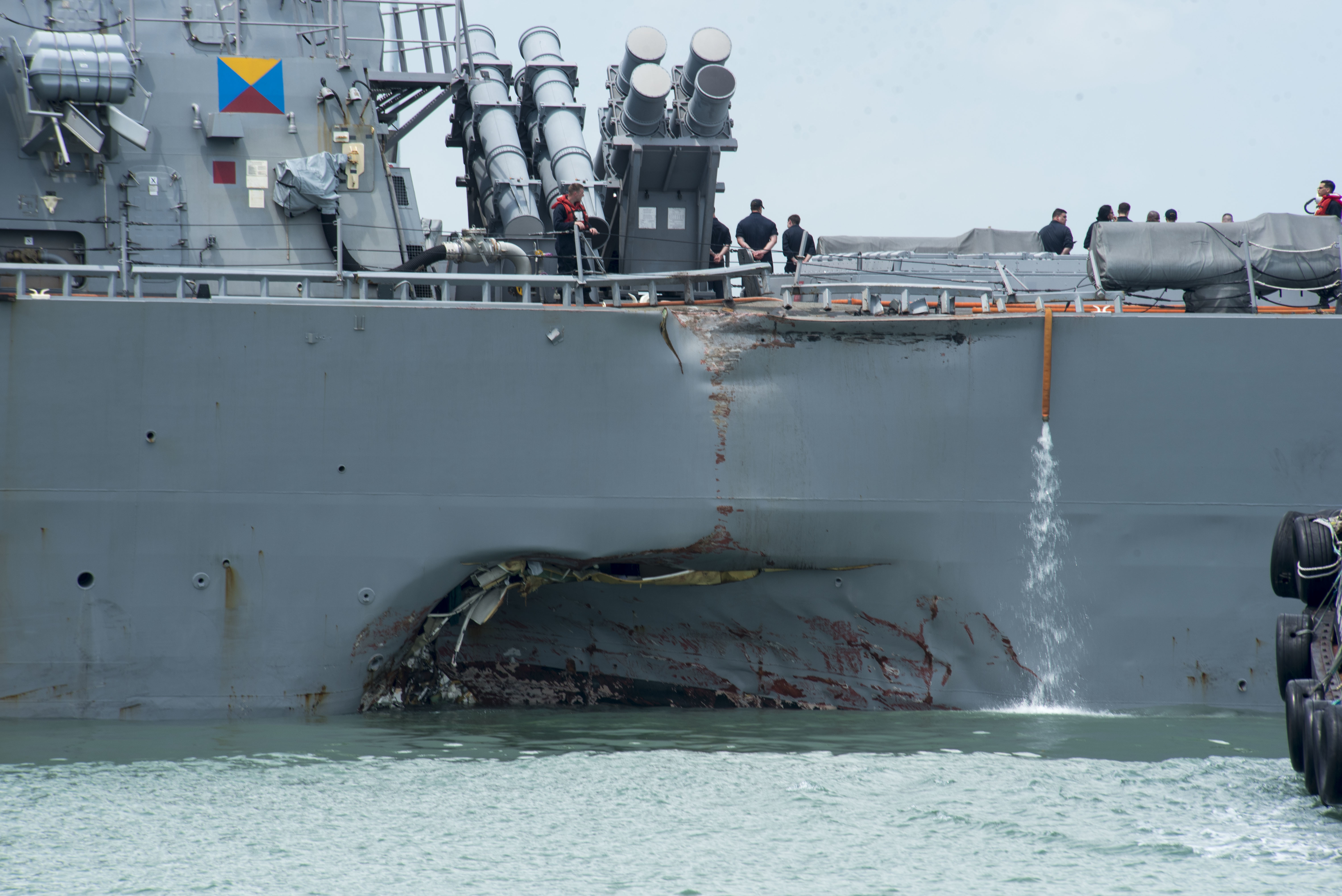
John S. McCain po srážce
- John S. McCain připlouvající na singapurskou námořní základnu Changi